# Чистов, Владимир Афанасьевич
Владимир Афанасьевич Чистов (30 ноября 1899 — 17 декабря 1958) — советский военачальник, Гвардии генерал-майор (1942).

## Биография
Родился Владимир Афанасьевич Чистов в 1899 году в деревне Верхмень Минской губернии.

### Гражданская война
14 декабря 1918 года вступил в РККА, в 1919 году окончил Смоленские пехотные командные курсы, в 1919—1920 годах принимал участие в Советско-польской войне на Западном фронте. С апреля по май 1919 года участвовал в оборонительных боях под Минском в составе Минских пехотных командных курсов, с марта 1920 года командовал взводом в 431-м стрелковом полку (48-я стрелковая дивизия, 15-я армия), с августа 1920 года — начальник пешей разведки 431-го стрелковго полка, участвовал в Киевской операции, Варшавской битве, после поражения РККА полк с боями отступал в Белоруссию. После перемирия В. А. Чистов сражался с войсками С. Н. Булак-Балаховича и другими повстанцами на территории Белоруссии.

### Между войнами
После окончания Гражданской войны В. А. Чистов продолжал служить в 48-й стрелковой дивизии в Московском военном округе: с апреля 1921 года — помощник адъютанта и адъютант 425-го стрелкового полка, затем помощник начальника штаба 142-го стрелкового полка, командир роты, начальник полковой школы. В 1930 году окончил Курсы «Выстрел», с декабря 1931 года — руководитель тактики 1-й Советской объединённой военной школы им. ВЦИК, затем командир батальона этой школы. В 1933 году учился на КУКС мотомеханизированных войск при Военной академии механизации и моторизации РККА им. И. В. Сталина, после окончания вернулся в Объединённую военную школу им. ВЦИК руководителем тактики. С мая 1934 года — помощник начальника отдела Управления ВУЗов РККА, в 1936 году окончил вечернее отделение Военной академии им. М. В. Фрунзе, с августа 1938 года — начальник 2-го отделения 4-го отдела Управления боевой подготовки РККА, с марта 1940 года — начальник 1-го отдела Управления ВУЗов РККА. С сентября 1940 года — начальник Рижского пехотного училища.

### Великая Отечественная война
22 июня 1941 года был создан сводный отряд на основе двух батальонов Рижского пехотного училища, 28-го моторизованного полка и курсов политруков, командиром отряда был назначен полковник В. А. Чистов. Отряд патрулировал улицы Риги, занимался борьбой с немецкими диверсантами в районе Либавы. В июле 1941 года училище было эвакуировано в Стерлитамак Башкирской АССР (Уральский военный округ (УрВО)).
31 августа 1941 года В. А. Чистов назначен командиром 379-й стрелковой дивизии, формировавшейся в УрВО. В начале декабря 1941 года дивизия вошла в состав 30-й армии Западного фронта, участвовала в битве за Москву, с февраля 1942 года — в Ржевской битве.
9 июля 1942 года В. А. Чистов становится заместителем командующего 30-й армии (1 мая 1943 года была преобразована в 10-ю гвардейскую армию) на Западном фронте. С 14 по 21 мая 1943 года В. А. Чистов — вр. и.д. командующего 10-й гвардейской армией, на этих постах продолжал участие в операциях Ржевской битвы.
В августе 1943 года В. А. Чистов был назначен командиром 19-го гвардейского стрелкового корпуса 30-й армии Западного фронта, участвовал в Смоленской операции, затем в Ленинградско-Новгородской операции, в ходе которой, 13 февраля 1944 года был тяжело ранен и эвакуирован в госпиталь.
После выздоровления, в 1944 году В. А. Чистов окончил ускоренный курс Академии Генштаба и был назначен командиром 7-го стрелкового корпуса 3-й ударной армии 2-го Прибалтийского фронта (с 31 декабря 1944 года в составе 1-го Белорусского фронта). Участвовал в Висло-Одерской, Восточно-Померанской и Берлинской операциях. В ходе Берлинской операции продвижение корпуса было недостаточно быстрым, 27 апреля 1945 года В. А. Чистов был заменен на Я. Т. Черевиченко, и назначен его заместителем. На этой должности до конца войны.

### После войны
В июле 1945 года В. А. Чистов назначен комендантом Галле, с октября 1945 года — начальник Управления комендантской службы Мерзебургского округа Советской военной администрации в Германии, с апреля 1946 года — начальник отдела и помощник начальника Управления по комендантской службе провинции Бранденбург, с октября 1947 года — заместитель начальника Советской военной администрации земли Бранденбург. С августа 1949 года — в распоряжение Главного Управления Кадров, с ноября 1945 года — начальник курса основного факультета Военной академии им. М. В. Фрунзе. В ноябре 1953 года вышел в отставку.
Умер Владимир Афанасьевич Чистов в 1958 году в Москве, похоронен на Введенском кладбище (17 уч.).

## Воинские звания
- полковник
- генерал-майор — 21.05.1942

## Награды
- Орден Ленина (21.02.1945, за выслугу лет)
- три Ордена Красного Знамени (05.01.1942, 3.11.1944 за выслугу лет, 20.06.1949)
- Орден Суворова 2-й степени (06.04.1945)
- Орден Кутузова 2-й степени (28.09.1943)
- Орден Красной Звезды (24.06.1948)
- Медаль «За оборону Москвы»
- Медаль «За взятие Берлина»
- Медаль «За освобождение Варшавы»
- другие медали

Великобритания: Орден «За выдающиеся заслуги» — 12.1942

Польша: Орден «Крест Грюнвальда»

## Документы
- Общедоступный электронный банк документов «Подвиг Народа в Великой Отечественной войне 1941—1945 гг.» Дата обращения: 28 марта 2013. Архивировано из оригинала 30 марта 2013 года. № в базе данных 12097137. Дата обращения: 28 марта 2013. Архивировано из оригинала 4 марта 2016 года., 46545402. Дата обращения: 28 марта 2013. Архивировано из оригинала 4 марта 2016 года., 12063208. Дата обращения: 28 марта 2013. Архивировано из оригинала 4 марта 2016 года..